# Bola de Ouro (DZFoot)
O Bola de Ouro do DZFoot é um prêmio de futebol, criado em 2000 site de futebol argelino DZFoot.com, a principal fonte de notícias do futebol argelino. O prêmio é concedido anualmente ao jogador argelino considerado como tendo o melhor desempenho em relação ao ano anterior.

## Vencedores
| Ano  | Jogador          | Clube      |
| ---- | ---------------- | ---------- |
| 2000 | Djamel Belmadi   | Marseille  |
| 2001 | Djamel Belmadi   | Marseille  |
| 2002 | Farouk Belkaid   | JS Kabylie |
| 2003 | Moussa Saïb      | JS Kabylie |
| 2004 | Karim Ziani      | Lorient    |
| 2005 | Karim Ziani      | Lorient    |
| 2006 | Karim Ziani      | Sochaux    |
| 2007 | Rafik Saïfi      | Lorient    |
| 2008 | Rafik Saïfi      | Lorient    |
| 2009 | Madjid Bougherra | Rangers    |
| 2010 | Madjid Bougherra | Rangers    |
| 2011 | Ryad Boudebouz   | Sochaux    |
| 2012 | Sofiane Feghouli | Valencia   |
| 2013 | Islam Slimani    | Sporting   |
| 2014 | Yacine Brahimi   | Porto      |